# Tesoro de Petra
El Tesoro de Petra (en árabe: الخزنة, Al-Jazneh o Jazné) es la primera construcción de cierta entidad que encuentra el viajero cuando emerge del Siq, el desfiladero de 1.5 km que hay que recorrer para llegar a la ciudad escondida de Petra, en Jordania.

## Historia
En algún momento durante el siglo VI a. C., una tribu nómada conocida como los nabateos emigró del oeste de Arabia y se estableció en la zona. La migración  fue gradual y a medida que los nabateos abandonaron su estilo de vida nómada y se establecieron en Petra, se enriquecieron imponiendo impuestos a los viajeros para garantizar un paso seguro por sus tierras. La ciudad del valle de Petra, fácilmente defendible, permitió que los nabateos se fortalecieran. Desde sus orígenes como ciudad fortaleza, Petra se convirtió en una rica encrucijada comercial entre las culturas árabe, asiria, egipcia, griega y romana. El control de esta ruta comercial crucial entre las tierras altas de Jordania, el mar Rojo, Damasco y el sur de Arabia fue el elemento vital del reino nabateo y trajo a Petra su fortuna. Las riquezas acumuladas por los nabateos les permitieron excavar templos monumentales, tumbas y centros administrativos en su bastión del valle.
El Tesoro, de 40 m de altura por 28 m de ancho, fue construido probablemente en el siglo I a. C. por el rey nabateo Aretas III. Su diseño no tiene precedentes en Petra, de manera que debió ser excavado en la roca por constructores helenísticos del Cercano Oriente, mezclando su propio estilo con el nabateo. 
A pesar de su nombre, el Tesoro, o la Tesorería, como le llaman algunos, no tiene ninguna relación con este nombre, ya que pudo ser un templo o una tumba real; sin embargo, el saqueo realizado por los beduinos durante los siglos precedentes a su descubrimiento para la arqueología impiden saber a ciencia cierta su utilización. Sin embargo, los beduinos creían que los piratas habían escondido un importante tesoro faraónico en el tholos, la cúpula en forma de urna gigante que hay en la glorieta central del segundo nivel, y le dieron su nombre por eso. Los disparos realizados por los beduinos contra la urna pueden apreciarse a simple vista desde abajo. Otra historia cuenta que fueron los otomanos quienes dispararon contra la urna al creer que los beduinos habían escondido en ella el fruto de sus saqueos.
El riachuelo que recorría el Siq y desembocaba en la plaza que hay frente al tesoro fue desviado en el siglo XIX para facilitar la llegada de los turistas.
En 1812, el arqueólogo suizo Johann Ludwig Burckhardt se convirtió en el primer occidental en entrar a Petra, viajando en caravana junto a un guía y disfrazado de árabe. Sus conocimientos en el idioma le permitieron crear una falsa identidad árabe usando el nombre Ibrahim Ibn Abdallah. Durante casi seiscientos años, los jordanos se habían encargado de preservar la ubicación de la ciudad a los europeos con leyendas e historias sobre los peligros de la ruta. Cinco años después de la muerte de Buckhardt, en 1822, se publicaron sus memorias, en las que incluía su viaje por el desierto jordano y su visita a la ciudad de Petra.

## Características
La fachada tiene dos niveles; el inferior, de 12 m de altura, está decorado con seis columnas que soportan un frontón, y a los lados hay relieves escultóricos mal conservados que guardan la entrada; se cree que representan a Cástor y Pólux, hijos de Zeus. Tras la puerta hay una sala vacía de unos doce metros cuadrados y una especie de hueco en el suelo para los rituales en honor de los dioses locales, Al-lat, Uzza y Dushara. En el segundo nivel hay representadas tres falsas glorietas con seis columnas frontales. Las glorietas laterales son cuadradas y tienen un techo en forma de frontón inclinado hacia los lados, y la central es redonda; sobre esta se halla la urna y la figura de un águila que simboliza una deidad masculina nabatea. En las paredes sin excavar de las falsas glorietas hay relieves. En la central, enfrente, está la figura de la diosa de la fertilidad de Petra, conocida como Uzza, asociada a Isis.
En el año 2003 se descubrió un piso inferior delante del Tesoro, a unos 6 metros de profundidad, que podría formar parte de la Petra sumergida por los sedimentos que aún hay que excavar. Contiene varias tumbas. Expertos estiman que solo se ha excavado el 15% de la ciudad, y una gran cantidad de tumbas y estructuras de la ciudad se encuentran intactas bajo la superficie.
El 7 de julio de 2007 la ciudad de Petra, incluyendo El Tesoro, fue incluida en las siete nuevas maravillas del mundo, junto con el Coliseo, el Taj Mahal, la Gran Muralla China, Chichén Itzá, Machu Picchu y  el Cristo Redentor.

## En la cultura popular
Varias escenas de la película Indiana Jones y la última cruzada (1989) fueron filmadas en la ciudad de Petra, incluyendo múltiples secuencias enfrente de la fachada de El Tesoro. En la película el lugar tiene el nombre de "Cañón de la luna creciente" y dentro del recinto se encuentra oculto el Santo Grial. El Tesoro en realidad es solo un vestíbulo y no está conectado a una red de túneles, además de que no existe ninguna evidencia que señale que el Grial pueda estar oculto en este recinto.

## Galería

Vistas del Tesoro de Petra
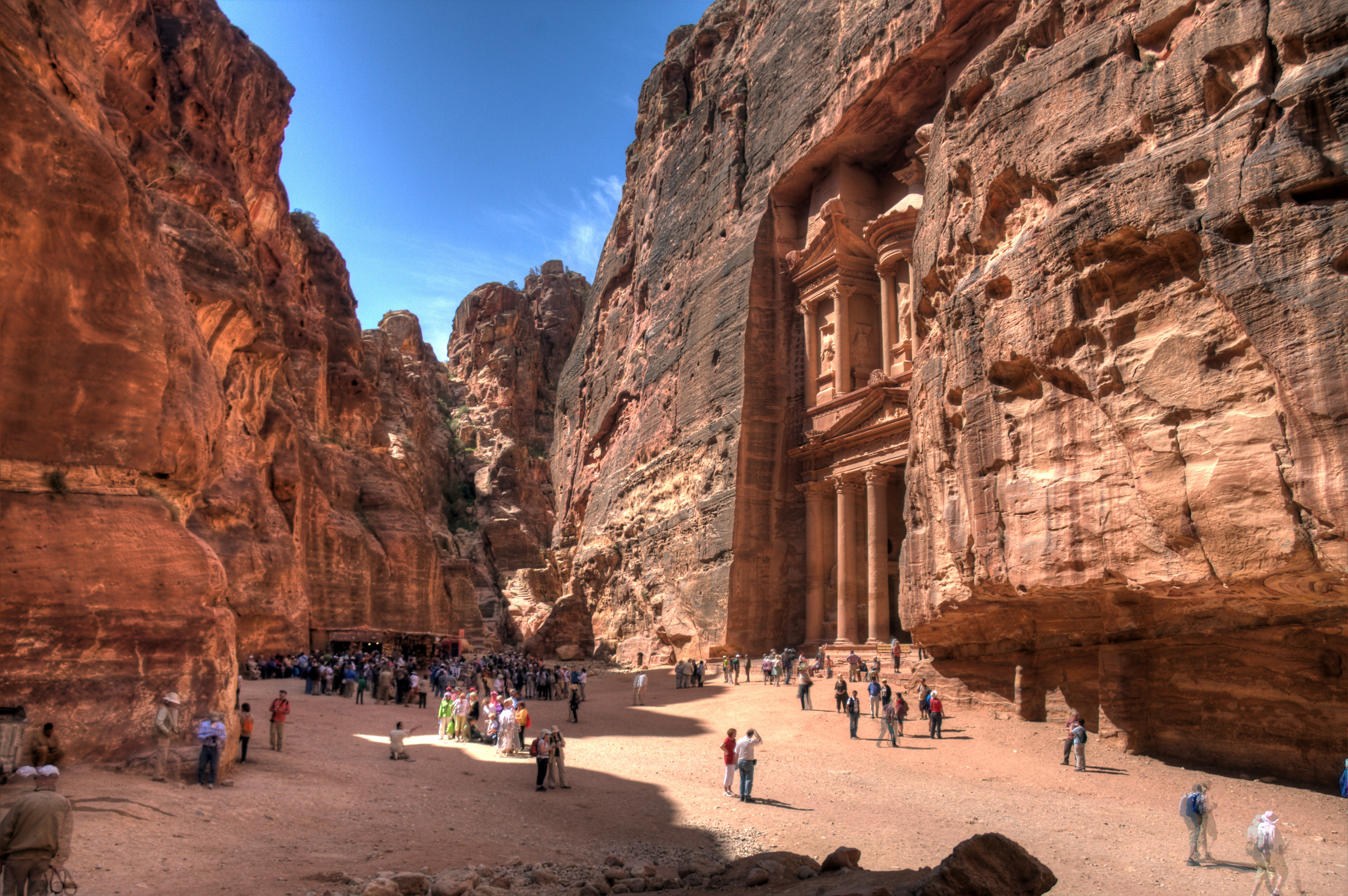
Vista en escorzo del Tesoro
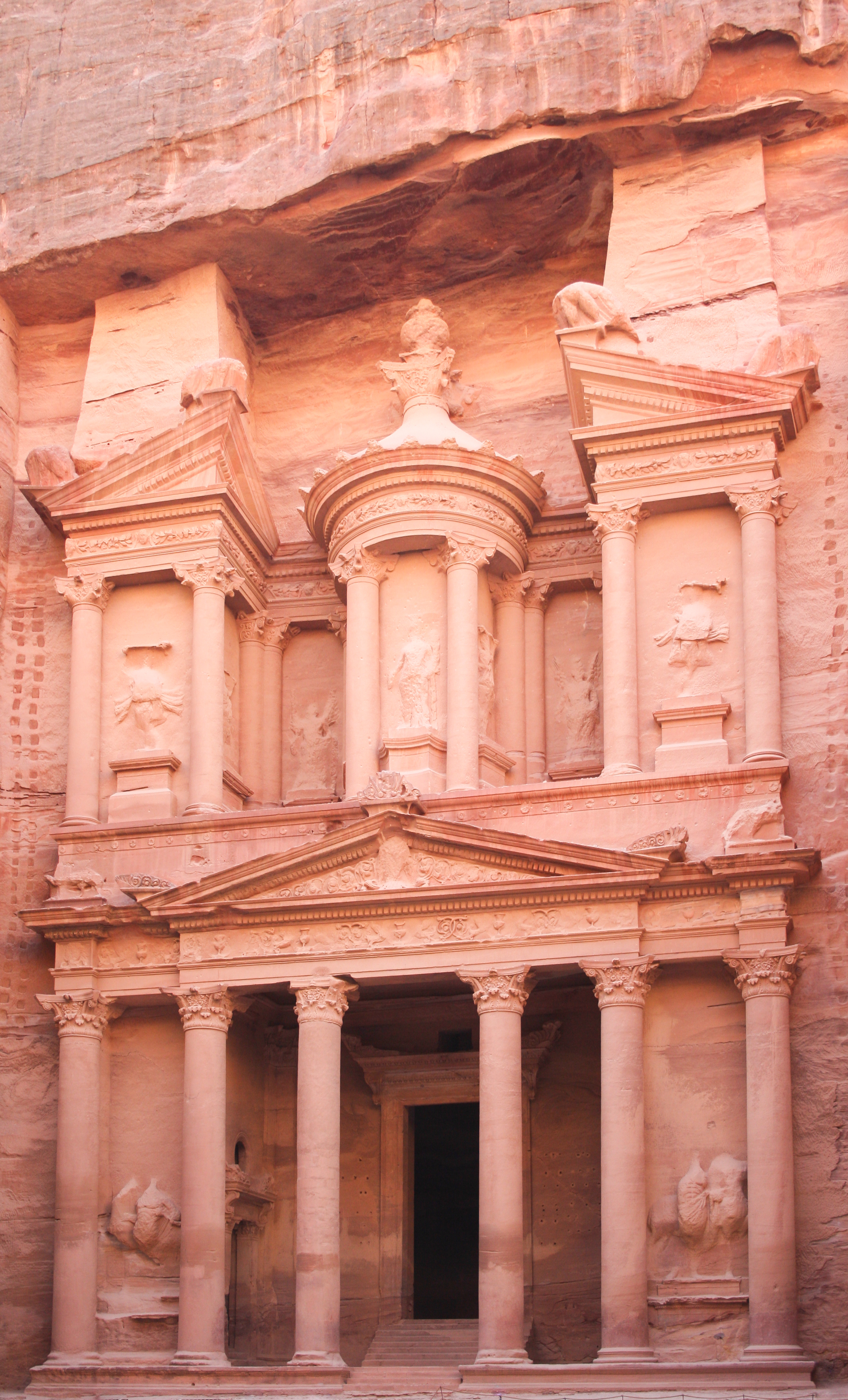
El Tesoro es el monumento más fotografiado de la ciudad
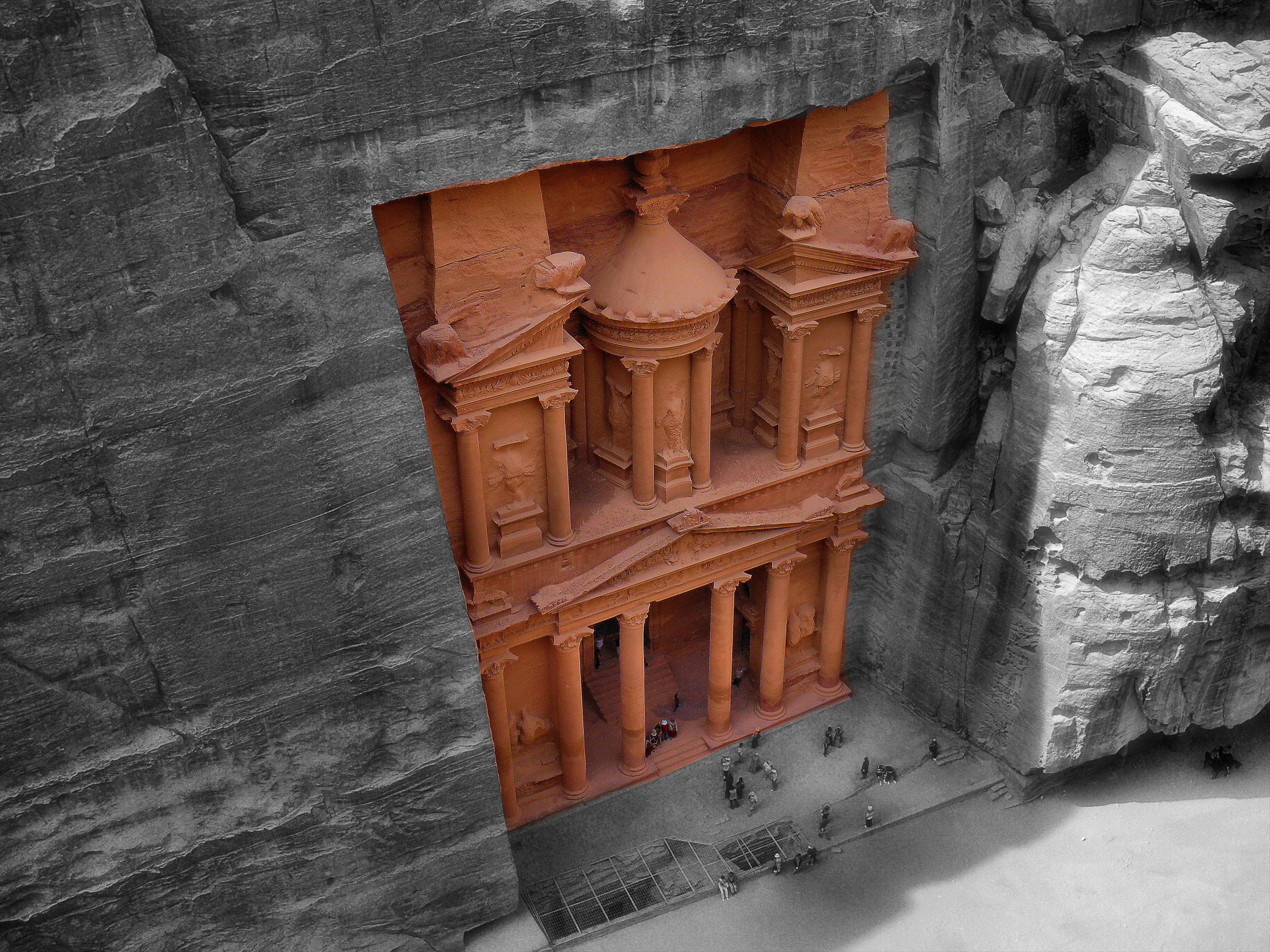
Vista cenital de la fachada (resto de foto sin color para resaltarla)
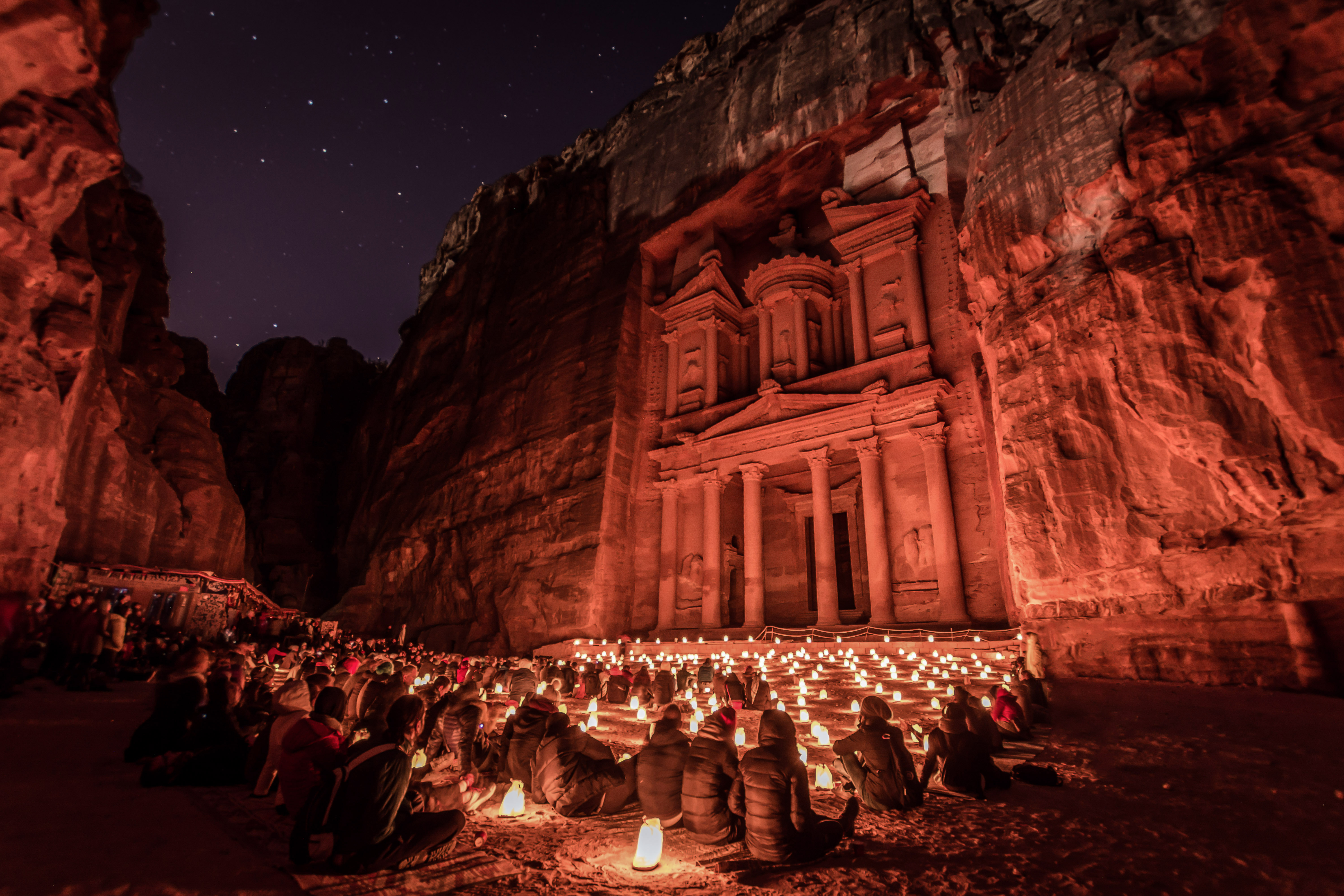
Vista nocturna
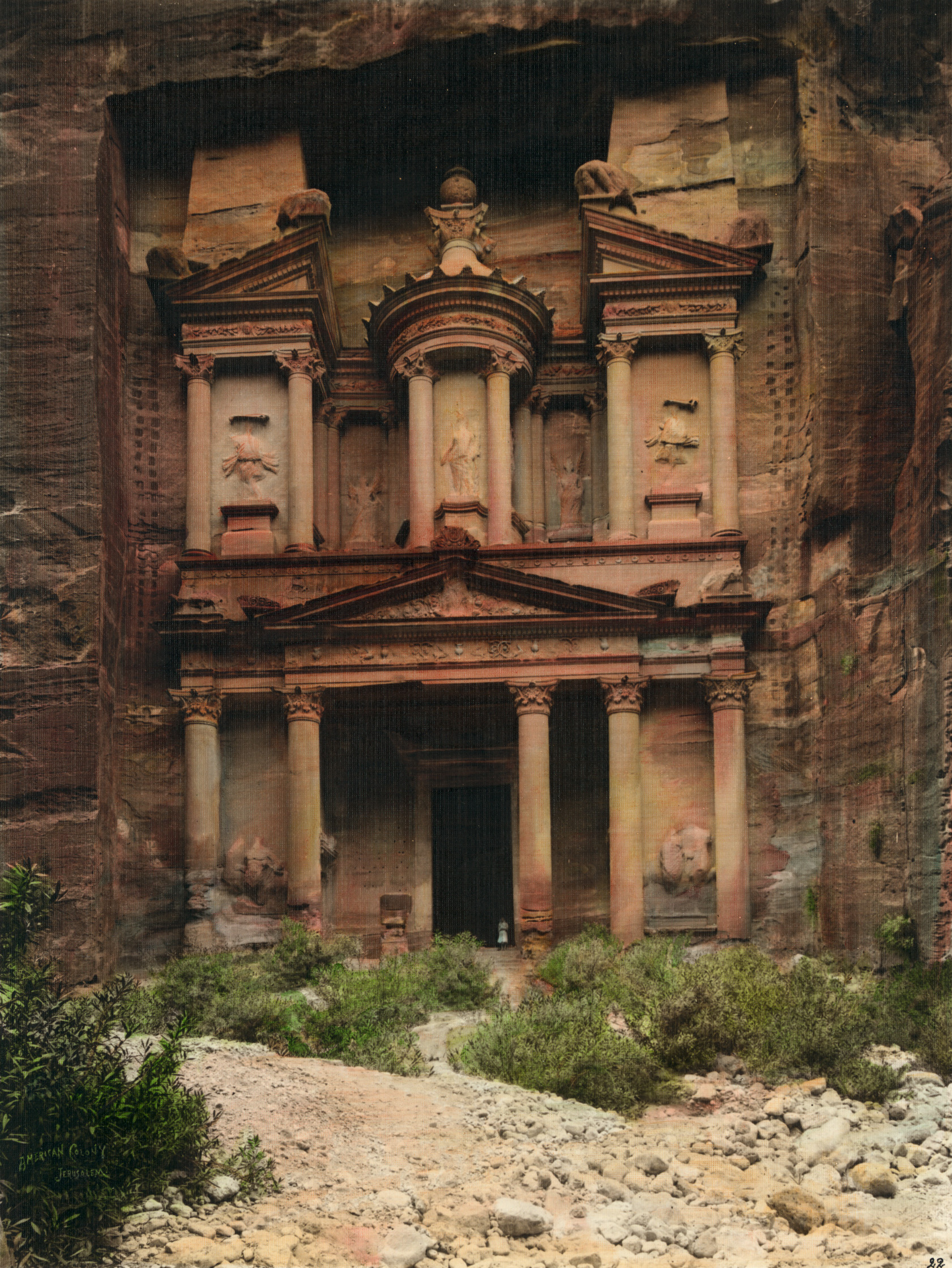
Fotografía coloreada a mano a partir de un negativo, ca. 1900-1914.

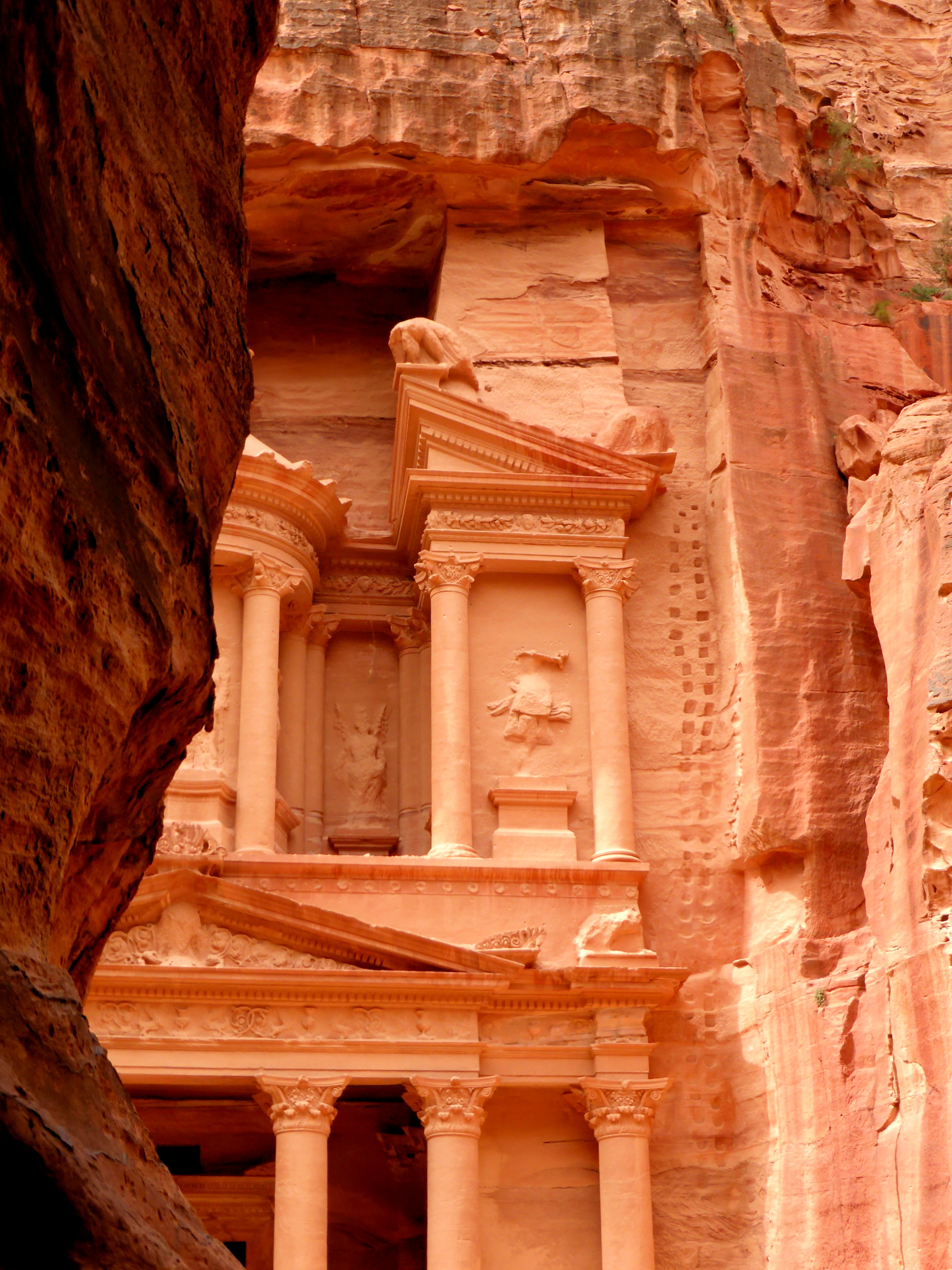
El Tesoro visto desde el Siq.
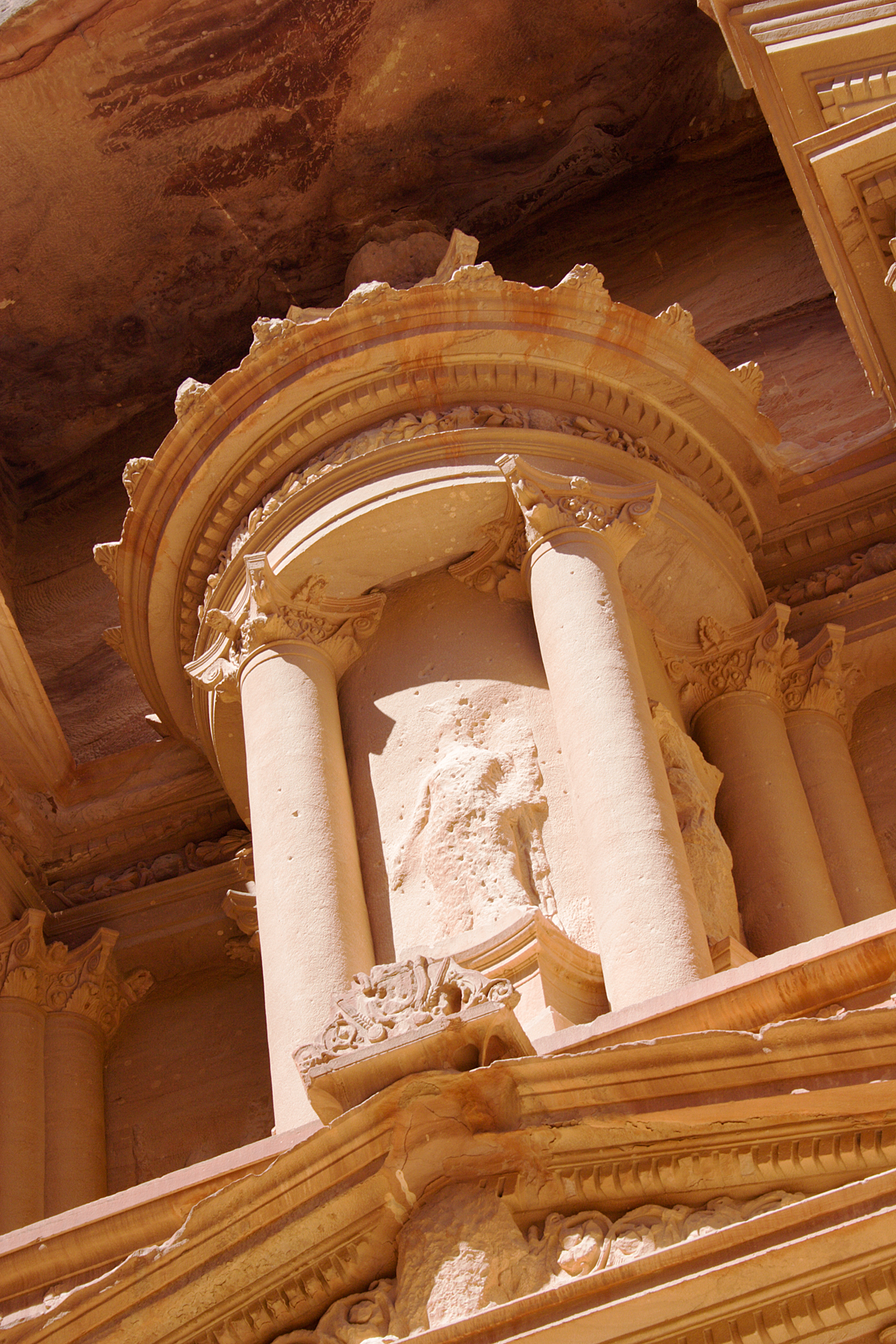
Detalle de la fachada
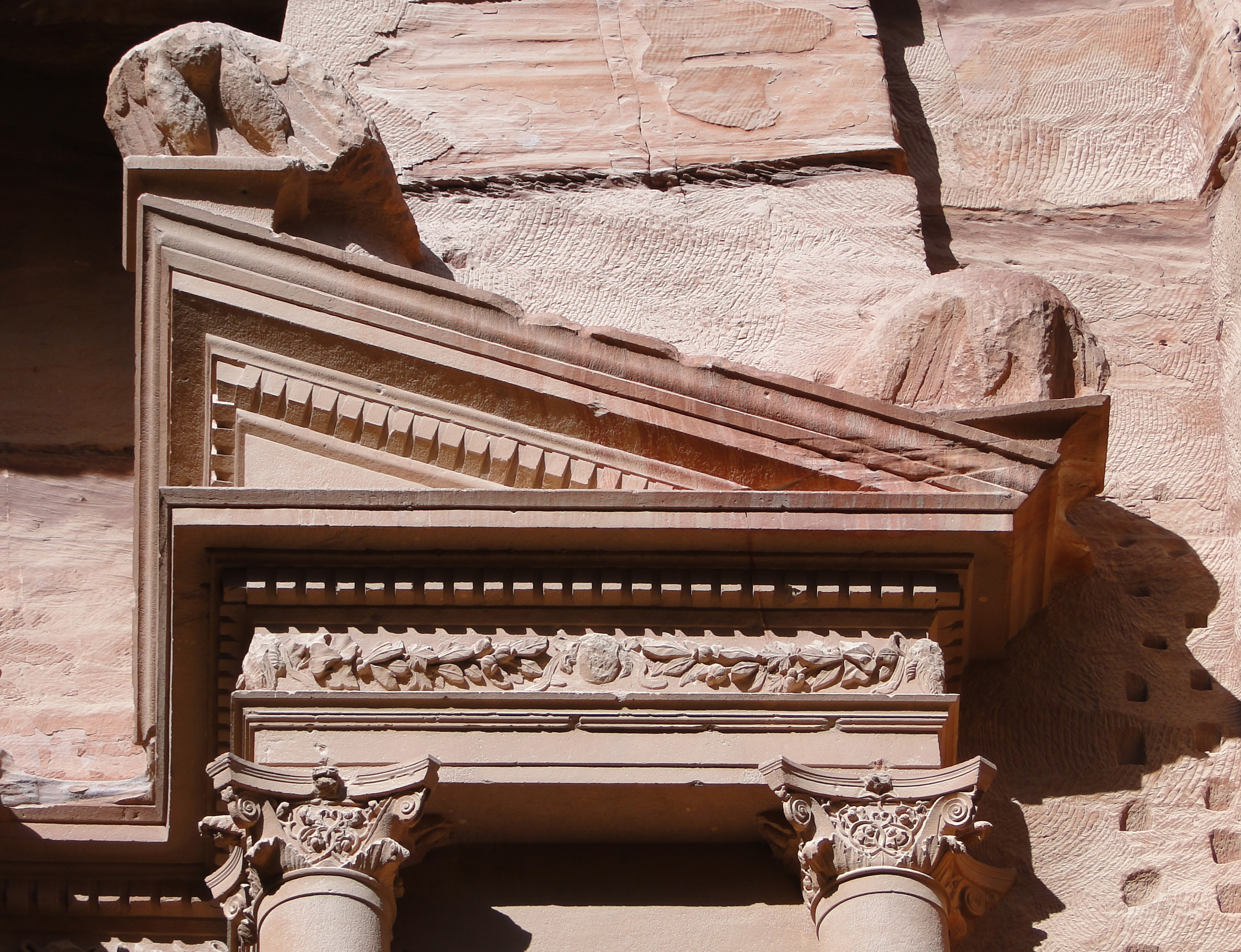
Otro detalle de la fachada
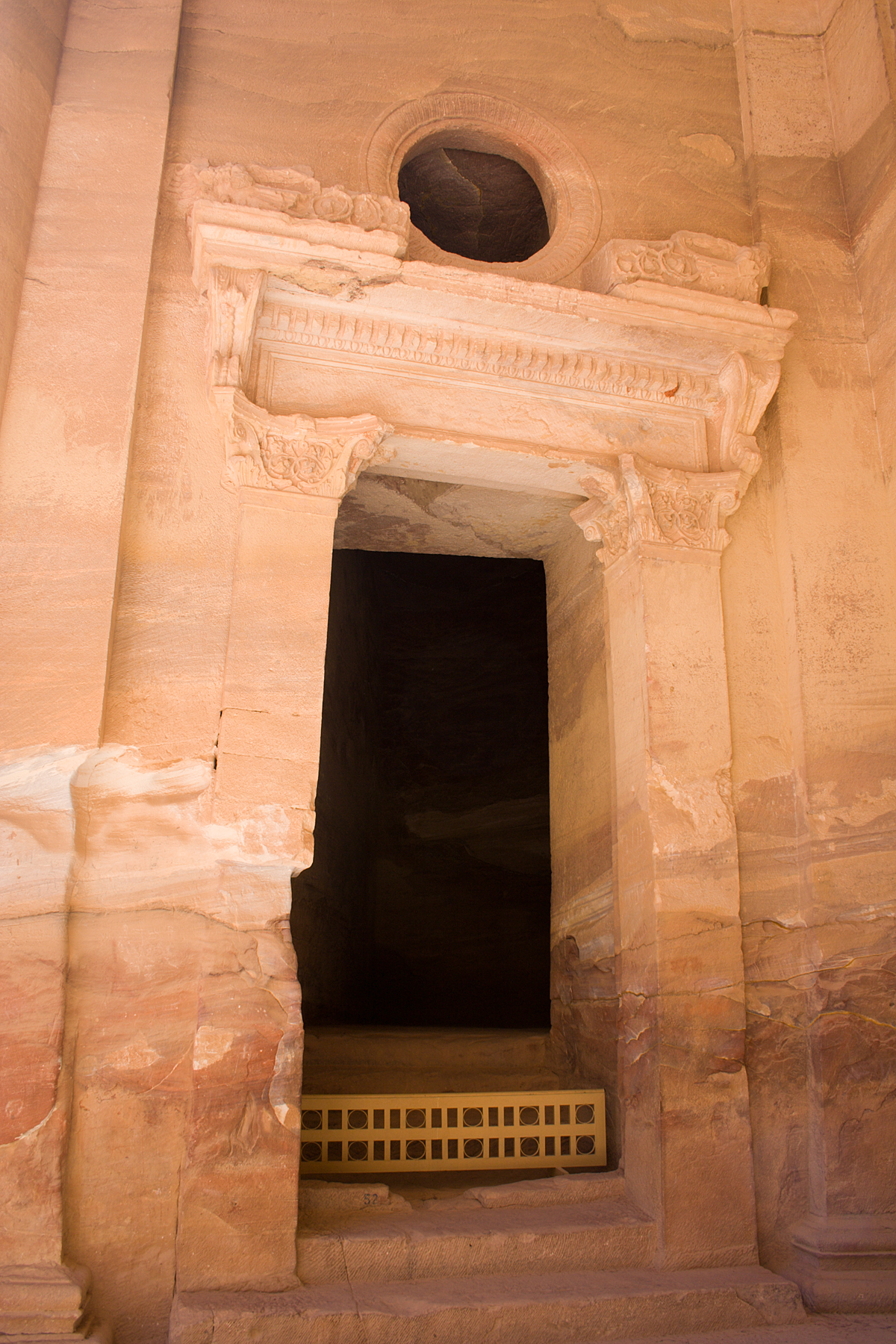
Una de las dos antecámaras del monumento